# Ксамил (архипелаг)
Ксамил е малък архипелаг в Йонийско море, Южна Албания, съставен от 4 малки островчета.
Името си архипелагът носи от наименованието на село Ксамил, разположено източно от него. Селото е сред най-известните албански курорти, привличайки много чуждестранни туристи.
На някои от островите има малки ресторанти, които са достъпни само чрез превоз с лодка.